# Петрова, Татьяна Ивановна
Петрова Татьяна Ивановна (урожд. Кочерыгина; 13 февраля 1952, д. Сергеевка, Знаменский район, Тамбовская область) — российская чувашская художница по национальной вышивке, модельер. Заслуженный художник Чувашской Республики.

## Биография
Родилась в д. Сергеевка Знаменского района Тамбовской области.
Училась в Московском художественно-промышленном училище им. М. И. Калинина (1973). В 1990-х окончила Государственную академию сферы быта и услуг в Москве (ныне «Российский государственный университет туризма и сервиса»).
В 1973 была направлена на работу в Чебоксары Чувашской АССР, стала работать художницей по вышивке на Альгешевской фабрике художественной вышивки «Паха тĕрĕ». В 1986 назначена главным художником, а в начале 2000-х — заместителем директора крупного предприятия народных художественных промыслов, объединения «Паха тере». С 2004 стала руководить предприятием "Чувашский эксклюзив", являлась главным художником, с 2017 — учредителем Объединения.
Живёт и работает в г. Чебоксары.

## Творчество
Произведения Т. И. Петровой, русской по рождению, гл. обр. созданы с использованием традиций чувашской счетной вышивки (скатерти, полотенца, салфетки). Ее  творчество стала вызывать интерес специалистов в сер. 1970-х. С 1974 её произведения представлялись на престижных художественных и промышленных выставках в Чувашии, Москве, за рубежом. Она неоднократно награждалась премиями, дипломами и медалями. В 1983 стала членом Союза художников СССР, а в 1999 ей было присвоено звание Заслуженного художника Чувашской Республики.
В 1998 получила звание «Модельер года» и стала лауреатом республиканского конкурса «Гимн красоте». В 2009 году участвовала в работе традиционной Ярмарки народного искусства, организованной Музеем международного народного искусства (MOIFA) в Санта-Фе (США). 

## Звания и награды
Заслуженный художник Чувашской Республики (1999)

## Основные выставки
Персональная выставка. Ульяновск, 1996.
Персональная юбилейная выставка. Чебоксары, 2009.
Персональная юбилейная выставка. Чебоксары, 2012.
Персональная юбилейная выставка к 70-л. со дня рождения. Музей чувашской вышивки, Чебоксары, 2022.

## Произведения в музеях
- Государственный исторический музей (Москва);
- Научно-исследовательский институт художественных промыслов (Москва);
- Российский этнографический музей (Санкт-Петербург);
- Чувашский государственный художественный музей;
- Чувашский национальный музей.

## Публикации
- Петрова Татьяна Ивановна // Художники Чувашии: биобиблиографический справочник / Н. А. Ургалкина. — Чебоксары: Чувашское книжное изд-во, 1989. — 476 с. — стр. 239
- Трофимов А. А. Проблемы народного искусства Чувашии. Чебоксары: Чуваш, кн. изд-во, 1985.
- Трофимов, А. А. Мастера народного искусства и художественных промыслов. Предприятия и мастерские, создающие произведения художественных промыслов : кат.-справ. / А. А. Трофимов. — Чебоксары, 2004. — С. 72-74.
- Иванов-Орков, Г. Н. Петрова Татьяна Ивановна // Чувашская энциклопедия. — Чебоксары, 2011. — Т. 3. М—С. С. 472. :
- Иванов-Орков Г. Н. Узоры земли чувашской. Современные художественные промыслы и сувениры. Чебоксары: Чуваш. кн. изд-во, 2007.
- Иванов-Орков Г. Н. Узоры, цвет, символика. Народное искусство и художественные промыслы современной Чувашии. Альбом. — Чебоксары: Чуваш. кн. изд-во, 2012.
- Петрова Т.И. // Изобразительное искусство Чувашской Республики. Альбом. Чебоксары - Москва, 2017. Авторы-сост. Гайнутдинов Д.Ш., Трофимов А.А.